# Haplogruppe A (Y-DNA)

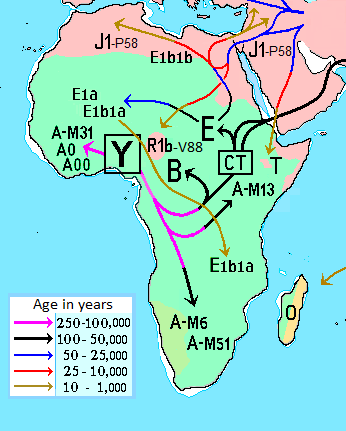
Verteilung wichtiger Haplogruppen auf dem afrikanischen Kontinent.

Haplogruppe A ist in der Humangenetik eine Haplogruppe des Y-Chromosoms. Die Haplogruppe A wird hauptsächlich im südlichen Afrika vorgefunden und kommt in kleiner Zahl auch in wenigen Bevölkerungsgruppen in Ostafrika vor. Es wird angenommen, dass diese Haplogruppe dem Adam des Y-Chromosoms entspricht.

## Verbreitung
Haplogruppe A kommt bei den südafrikanischen Khoisan und den San in großer Vielfalt vor, was so interpretiert wird, dass "A" die ursprüngliche Y-Haplogruppe dieser Völker ist. Bei den Khoisan sind es 12–44 %. Interessanterweise wurde diese Haplogruppe nicht bei den Hadzabe in Tansania gefunden, die traditionsgemäß als Überrest der Khoisan gelten, weil ihre Sprache wie bei diesen Klicklaute enthält. Semino et al. 2001 fanden Haplogruppe A in einer Studie bei 10,3 % der Oromo (Volk) und 14,6 Prozent in Proben der Amharen in Äthiopien. In besonders hohen Mengen (41 %, Cruciani et al. 2002) kommt sie bei äthiopischen Juden vor, in bedeutender Anzahl auch bei den Bantu in Kenia (Luis et al. 2004), bei den Iraqw in Tansania (17 %, Knight et al. 2003) und den Fulbe in Kamerun (12 %, Cruciani). Die höchste Dichte in Ostafrika wurde in der sudanesischen Bevölkerung mit 42,5 % (Underhill et al. 2000) gefunden.